# Sevilla (metrostation)
Sevilla is een metrostation in het stadsdeel Centro van de Spaanse hoofdstad Madrid. Het station werd geopend op 11 juni 1924 en wordt bediend door lijn 2 van de metro van Madrid.